# Карнюв (Малопольское воеводство)

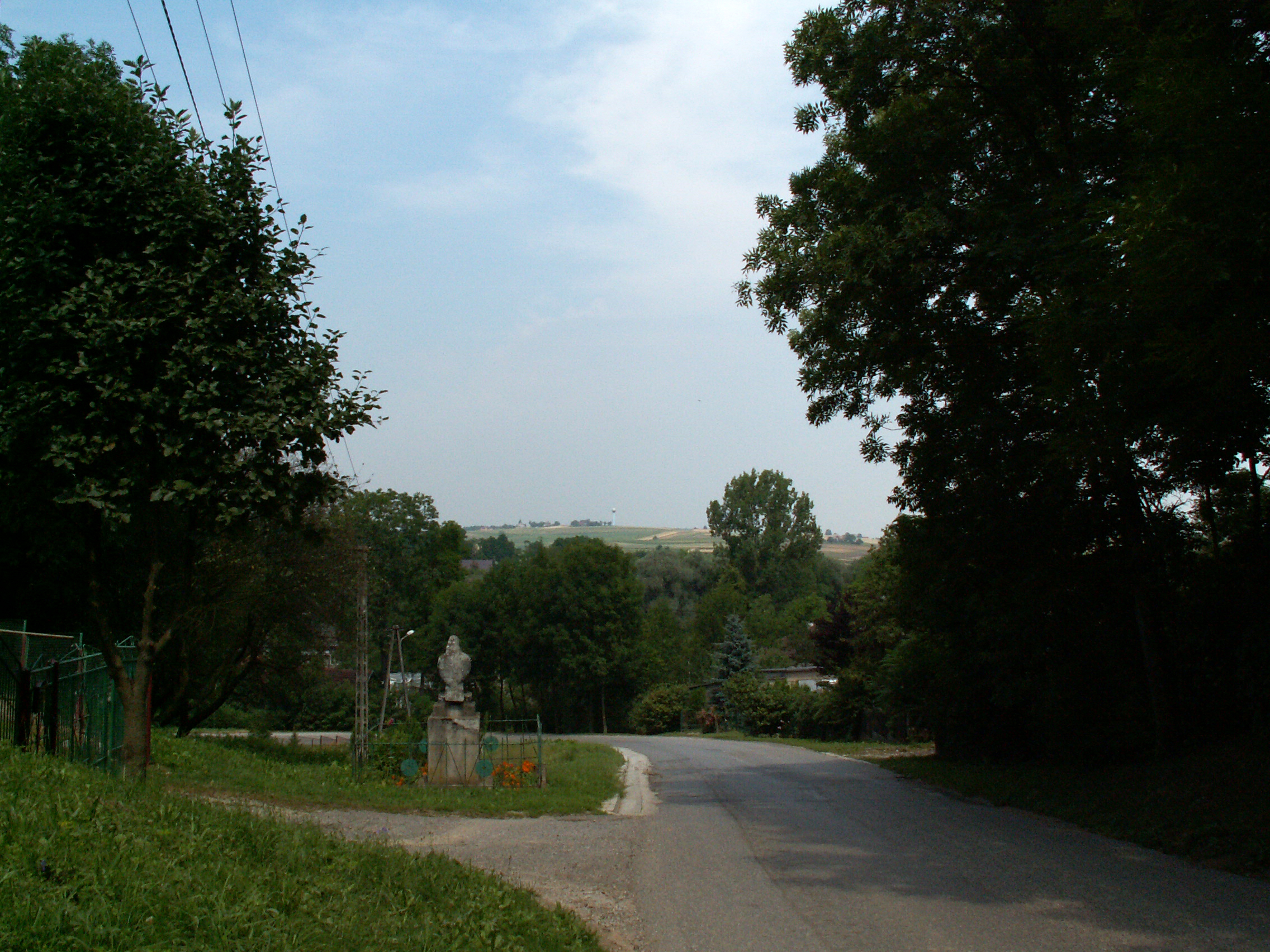
Воинский некрополь

Ка́рнюв (пол.  Karniów) — село в Польше в сельской гмине Коцмыжув-Любожица Краковского повета Малопольского воеводства.
В 1975—1998 годах село входило в состав Краковского воеводства.

## Население
По состоянию на 2013 год в селе проживало 520 человек.
| 2010 | 2013 |
| ---- | ---- |
| 519  | 520  |

| Перепись  | Всего   | Всего | Женщины | Женщины | Мужчины | Мужчины |
| --------- | ------- | ----- | ------- | ------- | ------- | ------- |
| Единицы   | человек | %     | человек | %       | человек | %       |
| Население | 520     | 100   | 254     |         | 266     |         |

## Достопримечательности
- Воинский некрополь времён Первой мировой.